# Serbia na Letniej Uniwersjadzie 2007
Serbię na Letniej Uniwersjadzie w Bangkoku reprezentowało  zawodnik. Serbowie zdobyli pięć medali (4 srebrne i 1 brązowy).

## Medale

### Srebro
- Drużyna koszykarzy
- Drużyna siatkarek
- Milenko Sebić - strzelectwo, karabin trzy postawy
- Aleksandar Petković - judo, kategoria open

### Brąz
- Dragana Tomašević - lekkoatletyka, rzut dyskiem

## Zawodnicy

### Strzelectwo
- Zorana Agunović, Jasmina Grgić, Jovana Rula, Damir Mikec, Dimitrije Grgić, Duško Petrov, Andrea Arsović, Ivana Šcepinski, Bojana Biserčić, Milenko Sebić, Nikola Daunović, Stefan Višekruna, Nenad Mamuzić, Miljan Franović